# Vlag van Odessa (oblast)

Vlag van Odessa

De vlag van Odessa is het symbool van de oblast Odessa en werd op 2 februari 2002 officieel in gebruik genomen.
De vlag, die een hoogte-breedteverhouding heeft van 2:3, is een verticale driekleur in de kleurencombinatie geel-blauw-wit. In het midden van de blauwe baan staat het wapenschild van de oblast.
Het schild toont een groot anker als symbool van hoop en redding en kleinere ankers (in de rand) als symbool van de maritieme en militaire geschiedenis van de streek rondom de stad Odessa. Het graan boven in het schild symboliseert de akkers in de oblast en de rijkdom en eenheid van de bevolking. De druiven onder in het schild staan voor vruchtbaarheid.